# Steve Loic Mbous
Steve Loic Mbous, mais conhecido como Stivi (Mfou, 22 de dezembro de 1984), é um ex-futebolista camaronês que atuava como volante.

## Carreira
Iniciou a sua carreira em 1999 no Canon Yaoundé de Camarões e em 2000, com apenas 16 anos de idade, veio passar as férias no Brasil na casa de seu irmão em Brasília, quando teve a oportunidade de fazer testes no Gama. Foi aprovado e mais tarde promovido ao time de profissionais do clube. Teve passagem por outros clubes brasileiros como o Avaí e hoje é atleta do Imbituba.
Steve foi o primeiro jogador da história do Macaé, a marcar um gol num jogo válido pelo Campeonato Carioca da primeira divisão. A primeira participação do clube na elite do futebol carioca, foi no ano de 2008 e jogo que teve a marca histórica ocorreu no dia 23 de janeiro entre Macaé e America. Steve marcou aos 9 minutos do segundo tempo dando a vitória ao seu time. Também foi de Steve o primeiro gol do Macaé no Maracanã.
Outra marca histórica foi o gol anotado por Steve, também atuando pelo Macaé, no jogo do dia 5 de julho de 2009 contra o Fluminense de Feira aonde o time macaense venceu por 2 a 0. O jogo era válido pelo Campeonato Brasileiro da Série D e o gol de Steve foi o primeiro da história do novo campeonato.
No ano de 2010, Steve foi anunciado como reforço da Chapecoense para a temporada. Ao final do Campeonato Catarinense, com o time rebaixado, Steve foi dispensado. Para a temporada seguinte, foi contratado pelo São Bento para a disputa da Série A2 do Campeonato Paulista. Já em 2012, Steve atuou no Imbituba. Para a temporada de 2013, Steve foi anunciado como reforço do Atlético de Alagoinhas.

## Títulos
Gama
- Campeão Brasiliense Júnior: 2000, 2001, 2002

Vitória
- Campeão Baiano: 2003